# Tsada
Tsada fica no distrito de Paphos, no Chipre.  Tem uma altitude de 605 metros. Está localizado muito perto da aldeia de Kallepia e Kili. Recebe aproximadamente 610 milímetros de chuva anualmente. Possui 1043 habitantes.

## História
A vila não existia na Idade Média.  Seu nome é explicado como sendo algumas vezes movido "um pouco mais longe" (tsa da) dos turcos turbulentos.

## Aldeias Próximas
De ônibus, Tsada, a nordeste, se conecta com as aldeias de Kallepeia, (3,5 km), Letimbo (6 km) e Polemi (8 km).  No sul, está conectado à vila de Armo (6 km).  No sudoeste está conectado com Tala e o mosteiro de Agios Neophytos.

## Clima
O mês mais chuvoso é janeiro. O mês mais seco é agosto. O mês mais frio é fevereiro.

## Condições Meteorológicas
O clima durante o inverno é muito nublado, com algumas fortes trovoadas.  No verão, faz sol com alguns dias em que a temperatura máxima excede 31 °C.